# Comme des Garçons
Ne doit pas être confondu avec Comme des garçons (film).

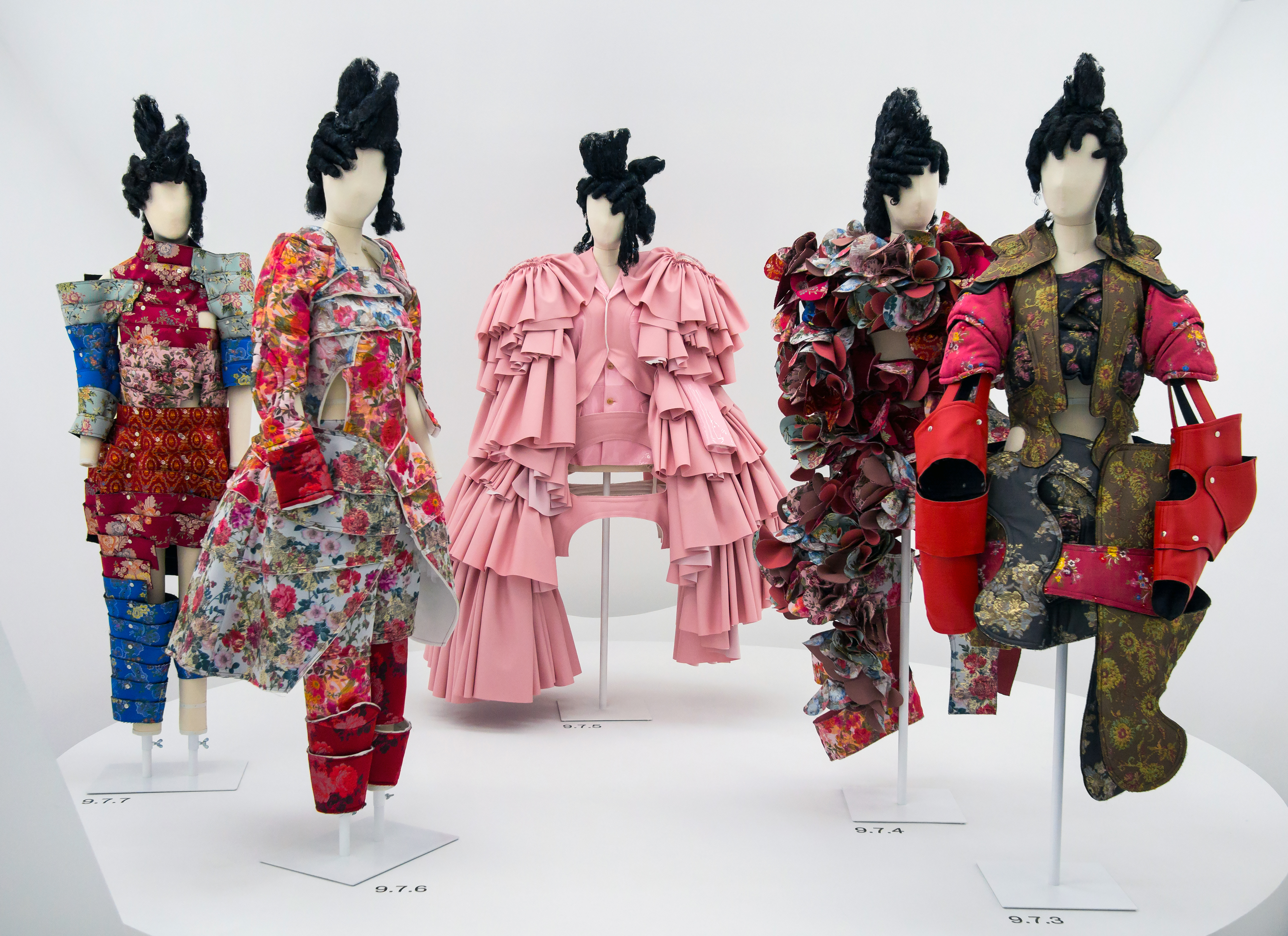
Exposition de Comme des Garçons. Aout 2017.

Comme des Garçons (en français, écrit コム・デ・ギャルソン (Komu de Gyaruson) en japonais) est un label de mode japonais créé en 1969 par la styliste Rei Kawakubo qui en est la seule propriétaire. Son mari Adrian Joffe en est le président. Les collections, avec plus d'une dizaine de lignes différentes, sont dessinées par Kawakubo, mais également Junya Watanabe, Fumito Ganryu, ou la styliste Tao Kurihara.

## Historique
La marque a été lancée à Tokyo par Rei Kawakubo en 1969 et l'entreprise a été créée en 1973 au Japon. Comme des Garçons a connu beaucoup de succès avec ses collections féminines dans les années 1970 et a ajouté à ses produits une ligne de mode masculine en 1978. En 1981, le lancement de Comme des Garçons à Paris a provoqué d'extraordinaires controverses autour de l'utilisation prédominante du noir et de tissus inhabituels. Durant les années 1980, les vêtements de Comme des Garçons ont souvent été monochromatiques ou asymétriques. Comme des Garçons a depuis introduit plus de couleurs dans ses collections.
Une exposition Comme des Garçons a été organisée au Centre Georges-Pompidou à Paris en 1986, montrant essentiellement des photographies de Peter Lindbergh. En 2005, une exposition a eu lieu à Shinjuku, autour du graphisme de Comme des Garçons, ainsi qu'une en 2012, intitulée White Drama et organisée par Olivier Saillard à la Cité de la Mode et du Design.

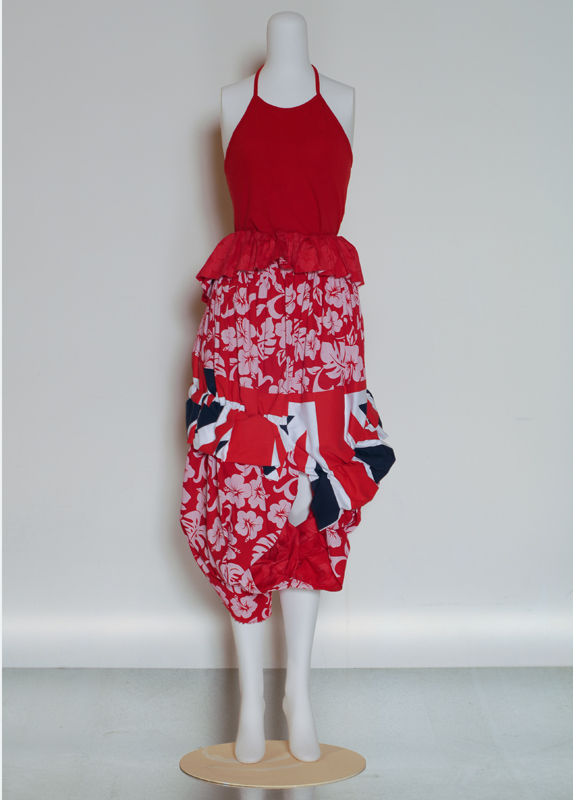
Une robe Comme des Garçons de 2007.

### Boutiques
Bien antérieure à la création de Comme des Garçons, la toute première boutique de Rei Kawakubo ouvre en 1975.
Avant d'arriver à Paris au début des années 1980, Comme des Garçons est déjà distribué par plus d'une centaine de points de vente au Japon ainsi que plusieurs boutiques en nom propre. Après celle de Paris en 1982, l’expansion se fait aux États-Unis : une boutique Comme des Garçons ouvre en 1983 à SoHo et en 1984 à San Francisco. Au début des années 1990, la griffe sera commercialisée dans 300 points de vente de par le monde, dont une grande partie toujours au Japon. Paris voit l'ouverture d'une nouvelle boutique après l'an 2000,, et quatre ans plus tard un boutique multimarque de 1 200 m2 à Londres, ainsi que plusieurs magasins éphémères ; appelés « guerilla stores » ces magasins sont montés dans des lieux insolites, et destinés à rester un an maximum, qu'ils soient rentables ou non.
Comme des Garçons possède plusieurs autres boutiques à l'étranger installés dans les grandes villes (Londres, New York, Taipei, Pékin, Hong Kong,Séoul, Saint-Pétersbourg). Plusieurs de ces lieux sont plus particulièrement des concept stores de la marque sous la marque Dover Street Market (en) comme Londres dans le quartier de Mayfair (2001), Tokyo à Ginza (2006) ou New York au 160, Lexington Avenue, mais également dans d'autres villes. Dover Street Market ouvre à Paris dans Le Marais en 2024, avec une boutique de 1 100 m2 dans l'hôtel de Coulanges. Le lieu vend les lignes de Comme des Garçons une dizaine), d'autres marques luxueuses, ainsi que du streetwear.
La marque fait aussi une collaboration avec Nike avec la sortie de la Air Vapormax qui est considérée comme une révolution de la Air Max.

### Parfums
Le premier parfum est commercialisé au début des années 1990. En 1998, sort Odeur 53, qualifié d'« anti-parfum » car utilisant 53 composants rarement usités en parfumerie (oxygène, cellulose, caoutchouc brulé, charbon, sable des dunes, vernis à ongles, air des montagnes, etc.) ; son slogan est « Marche comme un médicament, fonctionne comme une drogue ». Par la suite sont commercialisés Harissa (senteurs d'épices Marocaines, orange sanguine, piment rouge, safran, muscade…), 888 (avec une odeur de ylang-ylang et dentifrice), Odeur 71 (rappelant « l’odeur de la photocopieuse en surchauffe »), Garage (senteurs de cuir, kérosène et plastique dont le principe est : « On entre dans un vieux garage, une voiture est là depuis deux ans, sans rouler, vitres closes, l’huile de moteur a légèrement fui sur le sol, on s’assoit dans la voiture »), Sticky Cake (amandes, sucre…), ou Series 8 Energy C en 2008. « Avec Rei, on avait envie d’aller à l’opposé de ce que faisaient les autres : donc pas de publicité, pas de tests, pas de marketing, aucune envie de sortir un énième floral ennuyeux. » Ces fragrances sont le plus souvent unisexes et regroupées en séries à thème comme la série Leaves, L’Encens, Red ou Synthetic. Les parfums sont « conceptualisées » par Christian Astuguevieille. Entre-temps, Comme des Garçons ouvre en 2000 un point de vente à Paris uniquement consacré aux parfums.
Les parfums de la marque émanent de l'entreprise Puig.

### Collaborations
Comme Des Garçons a pu enchaîner durant son ascension différentes collaborations. Certaines collaborations restent notables comme celle avec Converse, donnant lieu à la Converse x Comme Des Garçons Play qui fut rééditée de nombreuses fois. Comme Des Garçons collabore avec Nike et Supreme, créant la Air Force 1 x Supreme x Comme Des Garçons, et sort une version de la Air Vapormax avec Nike encore une fois. Comme Des Garçons a également travaillé avec Fred Perry sur une série d'écharpes. 